# Лачна Гора
Лачна Гора (словен. Lačna Gora) је насељено место у општини Оплотница, Подравска регија, Словенија.

## Историја
До територијалне реорганизације у Словенији била је у саставу старе општине Словенска Бистрица.

## Становништво
У попису становништва из 2011. године, Лачна Гора је имала 174 становника.
| Број становника према пописима | Број становника према пописима | Број становника према пописима |
| ------------------------------ | ------------------------------ | ------------------------------ |
| 1991                           | 2002                           | 2011                           |
| 164                            | 167                            | 174                            |

Напомена: Године 2017. вршене су мање размене територија између насеља Коритно и Лачна Гора, и између насеља Лачна Гора, Маркечица и Оплотница.